# Emotionserkennung
Emotionserkennung ist der Prozess der Abstraktion und Klassifikation von audio-visuellen Signalen und ihre Entschlüsselung als Zeichen für Emotionen anderer Menschen. Sie findet vor allem in der Emotionspsychologie, der Psychotherapie, der Humanethologie und der Robotik Anwendung.
In der Robotik unterscheidet man zwischen visueller Emotionserkennung und akustischer Emotionserkennung. Im Gegensatz zur Humanethologie und der Psychologie hat die Robotik ein sehr einfaches Bild menschlicher Emotionen. So werden hier der Ausdruck und die Darstellung von Emotionen häufig mit dem Empfinden von Emotionen gleichgesetzt. Folgendes Beispiel soll dies verdeutlichen. Sobald eine Person ihre Mundwinkel nach oben zieht oder z. B. den Satz „ich bin fröhlich“ spricht, deutet das die Robotik als Freude. Die Psychologie hingegen würde hier zunächst nur den Ausdruck eines fröhlichen Satzes sehen – aber noch lange keine echte Freude.

## Wissenschaftliche Definition von „Emotion“
Eine Emotion muss vom Begriff des Gefühls, der Stimmung und der Persönlichkeit abgegrenzt werden. Ein Gefühl ist z. B. ein Schreck, den man empfindet, wenn auf einmal hinter einer Mauer ein maskierter Mensch auftaucht. Dann empfindet man Furcht. Ein Gefühl wird erst dann zur Emotion, wenn diese körperliche Veränderung kognitiv bewertet wird.
Wenn jemand z. B. sein Herzklopfen auf den maskierten Menschen zurückführt, würde man von Furcht sprechen. Führt er es jedoch auf seine heimlich Angebetete zurück, würde man von Freude sprechen. Emotionen dauern meist nur ein paar Sekunden und haben ein klar abgrenzbares Einsetzen (on-set) und Ende (off-set). Stimmungen hingegen können über Stunden, Tage bis auch Wochen anhalten. Wenn jemand sagt, er sei heute schlecht gelaunt, dann ist er in einer schlechten Stimmung. Dies hat jedoch nicht unbedingt etwas mit Emotionen zu tun.
Häufig kann eine bestimmte Stimmung die Auftretenswahrscheinlichkeit einer bestimmten Emotion erhöhen oder erniedrigen, aber diese beiden Dinge muss man analytisch dennoch voneinander trennen. Als letztes muss die Persönlichkeit einer Person von der Stimmung abgegrenzt werden. Ein cholerischer Mensch etwa ist dauerhaft negativ übererregt. Auf diese Weise kann man sich die Begriffe Gefühl, Emotion, Stimmung und Persönlichkeit auf einer Zeitachse angeordnet vorstellen – mit Gefühl auf der einen, kurzfristigen, und Persönlichkeit auf der anderen, langfristigen Seite.

## Emotionserkennung in der Humanethologie
Die Humanethologie als Teilgebiet der Verhaltensbiologie versucht, anhand vieler Komponenten des Menschen Emotionen erkennen zu können. Dabei achtet sie vor allem auf Komponenten des menschlichen Verhaltens, die einen hohen Informationsgehalt besitzen. Dazu zählen neben der Ganzkörperbewegung, die Summe der Bewegungsänderungen, die Gestik, Änderungen der Stimmfrequenz und bestimmte Teile der Mimik. Berühmtester Vertreter der Humanethologie in Europa ist das Institut für Humanethologie in Wien unter Leitung von Karl Grammer.

## Cross-Race-Effekt
Die Emotionserkennung zwischen zwei Menschen ist starken Schwankungen unterlegen. In der Psychologie wurde ein Phänomen entdeckt, welches Cross-Race-Effekt genannt wird. Dieses Phänomen besagt, dass die Emotionserkennungsrate niedriger ist, wenn die zu erkennende Emotion zu einem Gesicht gehört, was nicht zur selben Kultur oder Ethnie wie die des Beobachters gehört. Dieser Effekt kann jedoch durch eine Form des Trainings überkommen werden.

## Visuelle Mimikerkennung

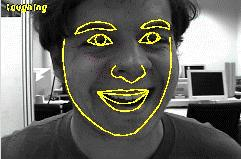
Die Mimik einer Person wird richtig erkannt: Lachen

Wichtige Mimikerkennungs-Merkmale bei der Bilderkennung

Dieser Teil wird üblicherweise als Mimikerkennung bezeichnet. Als Schnittstelle zwischen Mensch und Maschine wird eine digitale Videokamera oder ein äquivalentes optisches Eingabegerät verwendet. Hierbei werden die Methoden der Gesichtserkennung angewandt, um die Ausprägungen der Gesichtsoberfläche zu analysieren. Durch Automatische Klassifizierung ist es möglich, die Mimik der seriellen Einzelbilder einem Cluster zuzuordnen, welches möglicherweise einer Emotion zugeordnet werden könnte. Untersuchungen haben jedoch ergeben, dass nur 30 % der mimisch ausgedrückten Emotionen auch den wirklich empfundenen Emotionen entsprechen. Deswegen sollte man die visuelle Mimikerkennung nicht mit visueller Emotionserkennung gleichsetzen. Biologischer Hintergrund der visuellen Emotionserkennung ist die Simulation eines menschlichen Sehnervs in einem Roboter.

## Emotionsinduktion
Für experimentelle Settings im Bereich Emotionspsychologie, Verhaltensethologie, Neuropsychologie und vielen anderen Wissenschaften ist es häufig wichtig, gezielt Emotionen unter Laborbedingungen zu „erzeugen“. Die Emotionsinduktion ist eines der schwierigsten Gebiete der Emotionsforschung. Aufgrund mehrerer Meta-Analysen über dieses Thema extrahierte man mehrere Methoden, mit denen man am validesten Emotionen induzieren kann.
An erster Stelle steht die Erfassung der Emotion in der Realität (Stichwort Feldforschung). Aufgrund geringer interner Validitäten wird davon aber häufig Abstand genommen. Die zweite Methode, die eine hohe interne mit einer hohen externen Validität verbindet, ist die Methode des emotional-recalls, in dem versucht wird, Erinnerungen aus dem Emotionsgedächtnis hervorzurufen. Abzuraten für Experimente außerhalb der EEG-Emotionsforschung ist von Induktionsverfahren wie dem IAPS oder Induktionsverfahren, die angeblich emotionsinduzierende Filmsequenzen oder Musikstücke anwenden. All diese Verfahren bleiben einen Nachweis der spezifischen Wirksamkeit schuldig.
Die Robotik bedient sich häufig idealisierter Experimentalabläufe, z. B.:
- Eine Induktionsmethode soll eine Emotion beim Menschen induzieren.
- Der Mensch drückt seine Emotion mit einer veränderten Gesichtsoberfläche aus.
- Eine Webcam am Computer fängt den neuen Gesichtsausdruck ein.
- Der Computer kann die Emotion automatisch klassifizieren, indem er sie als die Emotion einstuft, die zuvor induziert wurde.

Nach dem Abschluss der Lernphase sollte die KI selbständig in der Lage sein, Emotionen zu erkennen, ohne dass sie dies zuvor von einem Menschen gelehrt wurde. Da häufig aber weder die Induktionsmethode auf ihre Wirksamkeit hin untersucht wird, noch während des Experiments selbst die induzierten Emotionen evaluiert werden, bleiben diese idealisierten Experimentalabläufe in der Robotik häufig fehlerhaft und unvollständig. Anfang 2024 haben Wissenschaftler der Nanyang Technical University in Singapur eine Gesichtsmaske entwickelt, die Emotionen ihres Trägers in Echtzeit ermitteln kann. Dabei wurde für diese Technik eine derzeitige emotionale Erkennungsgenauigkeit von 93,3 Prozent angegeben.

## Lügenerkennung
Multisensorische Emotionswahrnehmung ist hilfreich bei dem Einschätzen des Wahrheitsgehalts von Äußerungen, genauer bei dem Erkennen von Lügen, wobei Lügen als bewusst falsche, auf Täuschung angelegte Aussagen zu verstehen sind.
Zwar lässt sich kein allgemeingültiger Indikator für das sichere Feststellen von Lügen ausmachen, dennoch können Mimik, Gestik, Sprache und Körperhaltung Hinweise liefern. Relativ verlässlich sind unbewusste bzw. nicht steuerbare Signale, wie zum Beispiel Pupillenweite, Blickrichtung oder Erröten. Des Weiteren sollte die Aufmerksamkeit verstärkt auf Unstimmigkeiten zwischen den verschiedenen verbalen und nonverbalen Ausdrucksformen einer Person gerichtet werden.

## Rechtliche Grenzen technischer Emotionserkennung
Unter rechtlichen Aspekten ist technische Emotionserkennung, ähnlich wie technische Gesichtserkennung, als biometrisches Erkennungsverfahren ein heikles Gebiet. Das unterstreicht die Europäische KI-Verordnung (AI Act), die am 1. August 2024 in Kraft getreten ist und Emotionserkennung bis auf einige Ausnahmen ganz verbietet. Es beinhaltet also u. a. ein deutliches Verbot von technischer Emotionserkennung an Arbeitsplätzen, in Bildungseinrichtungen, für Privatpersonen etc. innerhalb der EU.
Neben der visuellen Emotionserkennung ist es auch seit längerem möglich, Emotionen mittels Künstlicher Intelligenz aus der Stimme herauszuhören, die Stimme kann also sehr viel Aufschluss über Emotionen und sogar Krankheiten geben. Auch diese Systeme sind nicht ohne Weiteres erlaubt, allerdings werden sie z. B. etwa in Callcentern genutzt. Auf jeden Fall muss jeder Kunde darüber dann zu Gesprächsbeginn deutlich informiert werden und gemäß dem AI Act bestehen hier zudem Transparenz- und Dokumentationspflichten.
Mit diesem Hintergrund ist Googles Initiative vom Dezember 2024 des direkt auch in der EU frei im Internet verfügbaren KI-Modells "PaliGemma 2" unerwartet und befremdlich.